# Joe Sutter
Joseph F. "Joe" Sutter (Seattle, Washington, 21 de março de 1921 — 30 de agosto de 2016) foi um antigo engenheiro da Boeing e coordenador da equipa de design do Boeing 747, sob Malcolm T. Stamper, presidente da Boeing. As revistas Smithsonian Air e Space Magazine descreveram Sutter como "O pai do 747".
Morreu em 30 de agosto de 2016, aos 95 anos.